# Poa cusickii
Poa cusickii es una especie botánica de pastos de la subfamilia Pooideae. Se encuentra en el oeste de Norteamérica desde Yukon a Colorado al este de California, donde crece en muchos tipos de hábitat, incluyendo praderas de alta montaña y laderas, artemisa, matorrales y bosques.

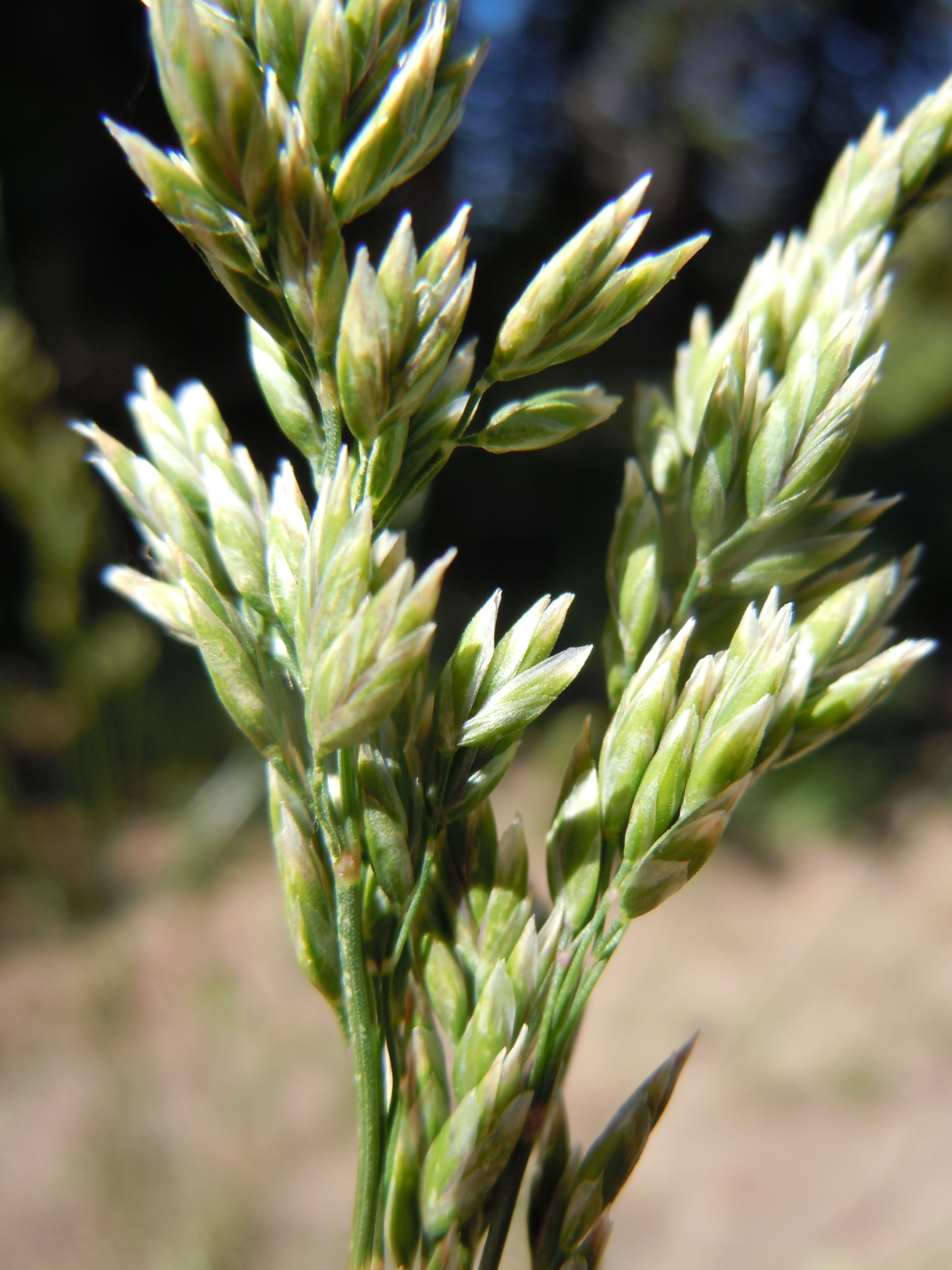
Detalle.

## Descripción
Es una planta perennifolia con panojas densas, a veces grandes, macizas de hasta unos 60 centímetros de altura máxima. Las hojas estrechas son firmes y, a veces revueltas a lo largo de los bordes. Las hojas más largas se encuentran alrededor de la mitad del tallo. La inflorescencia es densa y estrecha  con un máximo de 100 espiguillas en total.
La hierba es dioica, con individuos masculinos y femeninos que producen los diferentes tipos de flores en sus inflorescencias. La planta a menudo se reproduce vegetativamente por medio de hijuelos, o por medio de apomixis con semillas sin fertilizar, y algunas poblaciones están compuestas sólo de los individuos de sexo femenino. Una subespecie, ssp. purpurascens, son todas femeninas.

## Taxonomía
Poa cusickii fue descrita por George Vasey y publicado en Contributions from the United States National Herbarium 1(8): 271. 1893.
Etimología
Poa: nombre genérico derivado del griego poa = (hierba, sobre todo como forraje).
cusickii: epíteto otorgado en honor de W.C.Cusick, (1842–1922), recolector de plantas en Oregón.
Sinonimia
| - Poa alpina var. purpurascens Vasey - Poa capillarifolia Scribn. & T.A.Williams - Poa cottonii Piper - Poa epilis Scribn. - Poa filifolia Vasey - Poa idahoensis Beal - Poa paddensis T.A.William - Poa purpurascens Vasey - Poa purpurascens var. epilis (Scribn.) M.E.Jones - Poa scaberrima Rydb. - Poa scabrifolia A.Heller - Poa spillmanii Piper - Poa subaristata Scribn. ex Beal - Poa subaristata Scribn. - Poa subpurpurea Rydb |